# Élections législatives de 1997 dans les Vosges
Les élections législatives françaises de 1997 se déroulent le 25 mai et le 1er juin 1997. Dans le département des Vosges, quatre députés sont à élire dans le cadre de quatre circonscriptions.

## Élus
| Circonscription | Député sortant     | Parti | Parti         | Député élu ou réélu    | Parti | Parti |
| --------------- | ------------------ | ----- | ------------- | ---------------------- | ----- | ----- |
| 1re             | Philippe Séguin    |       | RPR           | Philippe Séguin        |       | RPR   |
| 2e              | Gérard Cherpion    |       | app. RPR      | Christian Pierret      |       | PS    |
| 3e              | François Vannson   |       | Divers droite | François Vannson       |       | RPR   |
| 4e              | Jean-Pierre Thomas |       | UDF (PR)      | Christian Franqueville |       | PS    |

## Résultats

### Résultats à l'échelle du département
| Parti          | Parti                                | Premier tour | Premier tour | Second tour | Second tour | Sièges |
| Parti          | Parti                                | Voix         | %            | Voix        | %           | Sièges |
| -------------- | ------------------------------------ | ------------ | ------------ | ----------- | ----------- | ------ |
|                | Parti socialiste                     | 55 470       | 30,28        | 96 272      | 50,40       | 2      |
|                | Parti communiste français            | 8 555        | 4,67         |             |             | 0      |
|                | Les Verts                            | 8 424        | 4,60         | 0           |             |        |
|                | Gauche plurielle                     | 72 449       | 39,55        | 96 272      | 50,40       | 2      |
|                |                                      |              |              |             |             |        |
|                | Rassemblement pour la République     | 49 525       | 27,04        | 71 274      | 37,32       | 2      |
|                | Union pour la démocratie française   | 16 409       | 8,96         | 23 458      | 12,28       | 0      |
|                | La Droite indépendante               | 3 437        | 1,88         |             |             | 0      |
|                | Divers droite                        | 281          | 0,15         | 0           |             |        |
|                | Droite parlementaire                 | 69 652       | 38,03        | 94 732      | 49,60       | 2      |
|                |                                      |              |              |             |             |        |
|                | Front national                       | 29 914       | 16,33        |             |             | 0      |
|                | Divers dont PLN                      | 4 915        | 2,68         | 0           |             |        |
|                | Extrême gauche dont LCR, LO et PT    | 3 355        | 1,83         | 0           |             |        |
|                | Divers écologiste dont LT-LNÉ et MÉI | 2 884        | 1,57         | 0           |             |        |
|                |                                      |              |              |             |             |        |
| Inscrits       | Inscrits                             | 275 641      | 100,00       | 275 617     | 100,00      | 4      |
| Abstentions    | Abstentions                          | 80 534       | 29,22        | 71 178      | 25,82       |        |
| Votants        | Votants                              | 195 107      | 70,78        | 204 439     | 74,18       |        |
| Blancs et nuls | Blancs et nuls                       | 11 938       | 6,12         | 13 435      | 6,57        |        |
| Exprimés       | Exprimés                             | 183 169      | 93,88        | 191 004     | 93,43       |        |

### Résultats par circonscription

#### Première circonscription (Épinal)
| Candidat       | Candidat                      | Parti             | Premier tour | Premier tour | Second tour | Second tour |  |
| Candidat       | Candidat                      | Parti             | Voix         | %            | Voix        | %           |  |
| -------------- | ----------------------------- | ----------------- | ------------ | ------------ | ----------- | ----------- |  |
|                | Philippe Séguin sortant réélu | RPR               | 21 603       | 44,59        | 28 101      | 56,44       |  |
|                | Gérard Welzer                 | PS                | 11 744       | 24,24        | 21 687      | 43,56       |  |
|                | Bernard Freppel               | FN                | 7 393        | 15,26        |             |             |  |
|                | Jean-Paul Deltour             | Les Verts         | 2 557        | 5,28         |             |             |  |
|                | Odile Martin                  | PCF               | 1 852        | 3,82         |             |             |  |
|                | Jeanne-Françoise Poissenot    | LO                | 1 310        | 2,7          |             |             |  |
|                | Jean-Claude Weber             | LDI (MPF)         | 1 021        | 2,11         |             |             |  |
|                | Henry Faron                   | PT                | 660          | 1,36         |             |             |  |
|                | Catherine Berruet             | Divers écologiste | 309          | 0,64         |             |             |  |
|                |                               |                   |              |              |             |             |  |
| Inscrits       | Inscrits                      | Inscrits          | 72 435       | 100,00       | 72 434      | 100,00      |  |
| Abstentions    | Abstentions                   | Abstentions       | 21 309       | 29,42        | 19 427      | 26,82       |  |
| Votants        | Votants                       | Votants           | 51 126       | 70,58        | 53 007      | 73,18       |  |
| Blancs et nuls | Blancs et nuls                | Blancs et nuls    | 2 677        | 5,24         | 3 219       | 6,07        |  |
| Exprimés       | Exprimés                      | Exprimés          | 48 449       | 94,76        | 49 788      | 93,93       |  |

#### Deuxième circonscription (Saint-Dié)
| Candidat       | Candidat                | Parti               | Premier tour | Premier tour | Second tour | Second tour |  |
| Candidat       | Candidat                | Parti               | Voix         | %            | Voix        | %           |  |
| -------------- | ----------------------- | ------------------- | ------------ | ------------ | ----------- | ----------- |  |
|                | Christian Pierret élu   | PS (PRS, Les Verts) | 19 146       | 40,91        | 28 574      | 58,38       |  |
|                | Gérard Cherpion sortant | app. RPR            | 13 606       | 29,07        | 20 374      | 41,62       |  |
|                | Suzette Cassin          | FN                  | 6 998        | 14,95        |             |             |  |
|                | Christian Staphe        | PCF                 | 2 709        | 5,79         |             |             |  |
|                | Dominique Marin         | Divers              | 1 792        | 3,83         |             |             |  |
|                | Bernard Goepfert        | MÉI                 | 915          | 1,96         |             |             |  |
|                | Denis Lachaux           | LDI (CNIP)          | 796          | 1,7          |             |             |  |
|                | Jean-Luc Berruet        | Divers écologiste   | 354          | 0,76         |             |             |  |
|                | Frédéric Antonot        | Divers droite       | 281          | 0,6          |             |             |  |
|                | Christophe Roussel      | PLN                 | 203          | 0,43         |             |             |  |
|                |                         |                     |              |              |             |             |  |
| Inscrits       | Inscrits                | Inscrits            | 71 045       | 100,00       | 71 036      | 100,00      |  |
| Abstentions    | Abstentions             | Abstentions         | 21 347       | 30,05        | 18 498      | 26,04       |  |
| Votants        | Votants                 | Votants             | 49 698       | 69,95        | 52 538      | 73,96       |  |
| Blancs et nuls | Blancs et nuls          | Blancs et nuls      | 2 898        | 5,83         | 3 590       | 6,83        |  |
| Exprimés       | Exprimés                | Exprimés            | 46 800       | 94,17        | 48 948      | 93,17       |  |

#### Troisième circonscription (Remiremont)
| Candidat       | Candidat                       | Parti             | Premier tour | Premier tour | Second tour | Second tour |  |
| Candidat       | Candidat                       | Parti             | Voix         | %            | Voix        | %           |  |
| -------------- | ------------------------------ | ----------------- | ------------ | ------------ | ----------- | ----------- |  |
|                | François Vannson sortant réélu | RPR               | 14 316       | 33,72        | 22 799      | 50,86       |  |
|                | Guy Vaxelaire                  | PS                | 12 607       | 29,7         | 22 028      | 49,14       |  |
|                | Jean-Yves Douissard            | FN                | 7 866        | 18,53        |             |             |  |
|                | Jean-François Fleck            | Les Verts         | 1 776        | 4,18         |             |             |  |
|                | Bernard Mire                   | LDI (MPF)         | 1 620        | 3,82         |             |             |  |
|                | Serge Ragot                    | PCF               | 1 576        | 3,71         |             |             |  |
|                | Eric Defranould                | LCR               | 1 385        | 3,26         |             |             |  |
|                | Madeleine Pinot                | LT-LNÉ            | 1 054        | 2,48         |             |             |  |
|                | Patrice Ledran                 | Divers écologiste | 252          | 0,59         |             |             |  |
|                |                                |                   |              |              |             |             |  |
| Inscrits       | Inscrits                       | Inscrits          | 64 365       | 100,00       | 64 361      | 100,00      |  |
| Abstentions    | Abstentions                    | Abstentions       | 18 754       | 29,14        | 16 293      | 25,32       |  |
| Votants        | Votants                        | Votants           | 45 611       | 70,86        | 48 068      | 74,68       |  |
| Blancs et nuls | Blancs et nuls                 | Blancs et nuls    | 3 159        | 6,93         | 3 241       | 6,74        |  |
| Exprimés       | Exprimés                       | Exprimés          | 42 452       | 93,07        | 44 827      | 93,26       |  |

#### Quatrième circonscription (Neufchâteau)
| Candidat       | Candidat                   | Parti          | Premier tour | Premier tour | Second tour | Second tour |  |
| Candidat       | Candidat                   | Parti          | Voix         | %            | Voix        | %           |  |
| -------------- | -------------------------- | -------------- | ------------ | ------------ | ----------- | ----------- |  |
|                | Jean-Pierre Thomas sortant | UDF (PR)       | 16 409       | 36,09        | 23 458      | 49,45       |  |
|                | Christian Franqueville élu | PS             | 11 973       | 26,33        | 23 983      | 50,55       |  |
|                | François Flamerion         | FN             | 7 657        | 16,84        |             |             |  |
|                | Marie-Paule Boyer          | Les Verts      | 4 091        | 9            |             |             |  |
|                | Marcel Bernard             | Divers         | 2 920        | 6,42         |             |             |  |
|                | Michel Gérard              | PCF            | 2 418        | 5,32         |             |             |  |
|                |                            |                |              |              |             |             |  |
| Inscrits       | Inscrits                   | Inscrits       | 67 796       | 100,00       | 67 786      | 100,00      |  |
| Abstentions    | Abstentions                | Abstentions    | 19 124       | 28,21        | 16 960      | 25,02       |  |
| Votants        | Votants                    | Votants        | 48 672       | 71,79        | 50 826      | 74,98       |  |
| Blancs et nuls | Blancs et nuls             | Blancs et nuls | 3 204        | 6,58         | 3 385       | 6,66        |  |
| Exprimés       | Exprimés                   | Exprimés       | 45 468       | 93,42        | 47 441      | 93,34       |  |